# Канашский вагоноремонтный завод
Канашский вагоноремонтный завод — российское предприятие по производству и ремонту вагонов для нужд железнодорожного транспорта, одно из старейших предприятий Чувашской республики. Расположен в городе Канаш. Входит в Концерн «Тракторные заводы».
Оператором завода является ООО «Канашский вагоноремонтный завод» (ИНН 2123023410), ранее — АО «Вагон» (прежнее название «ЗАО «Промтрактор-вагон»», до 1 января 2006 года — Канашский вагоноремонтный завод).

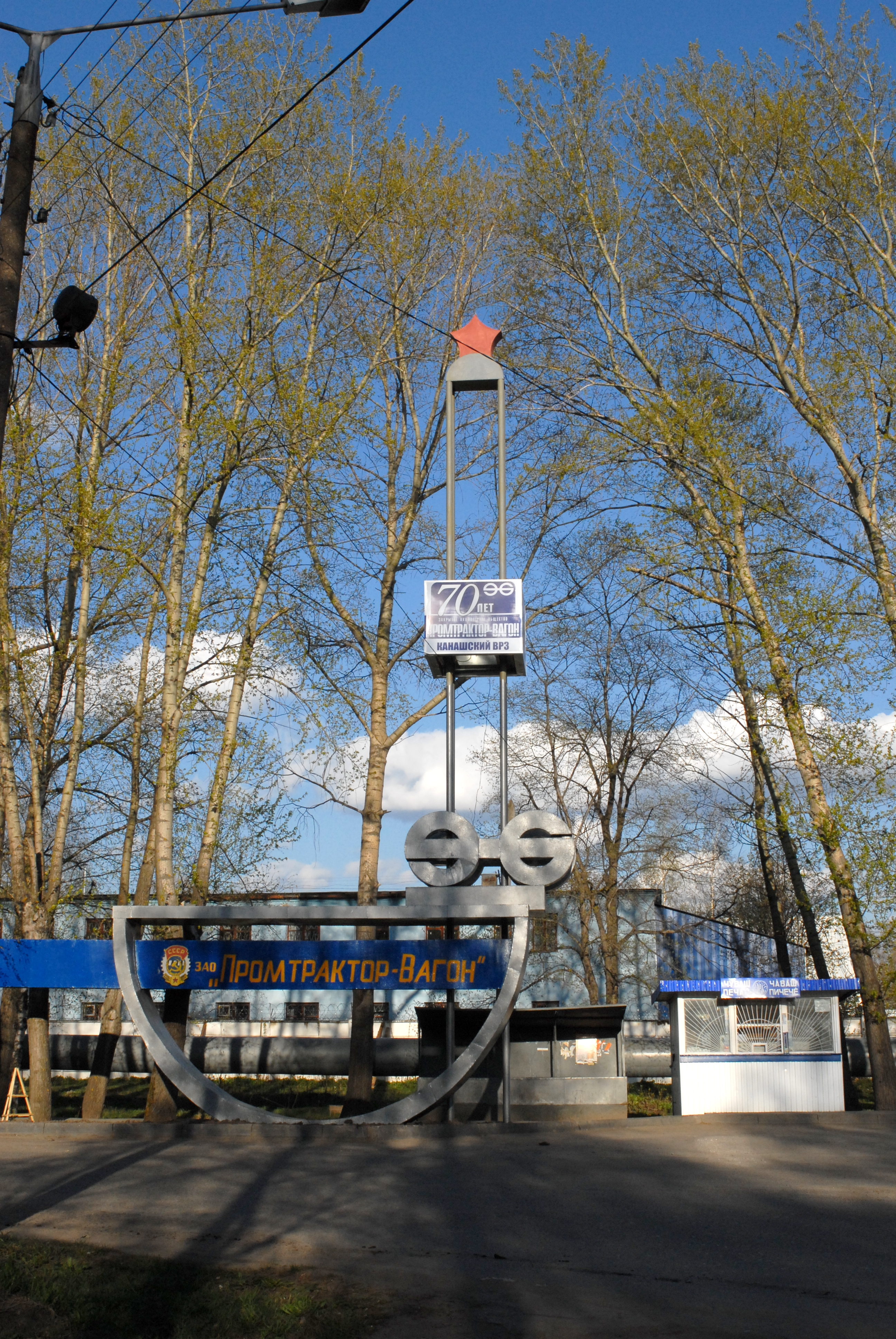

## История
Дата основания завода – 16 июня 1936 года. Предприятие начинало свою историю с ремонта грузовых вагонов. Во время Великой Отечественной войны выпускалась военная продукция, различные боеприпасы, ремонтировались танки Т-34. Были построены бронепоезда, такие как «Комсомол Чувашии» (март 1942 года) и «За Родину». В 1950-е годы Канашский вагоноремонтный завод в числе первых в системе ремонтных предприятий железнодорожного транспорта страны освоил поточно-конвейерный метод ремонта вагонов. В 1970-е годы завод прошёл реконструкцию.

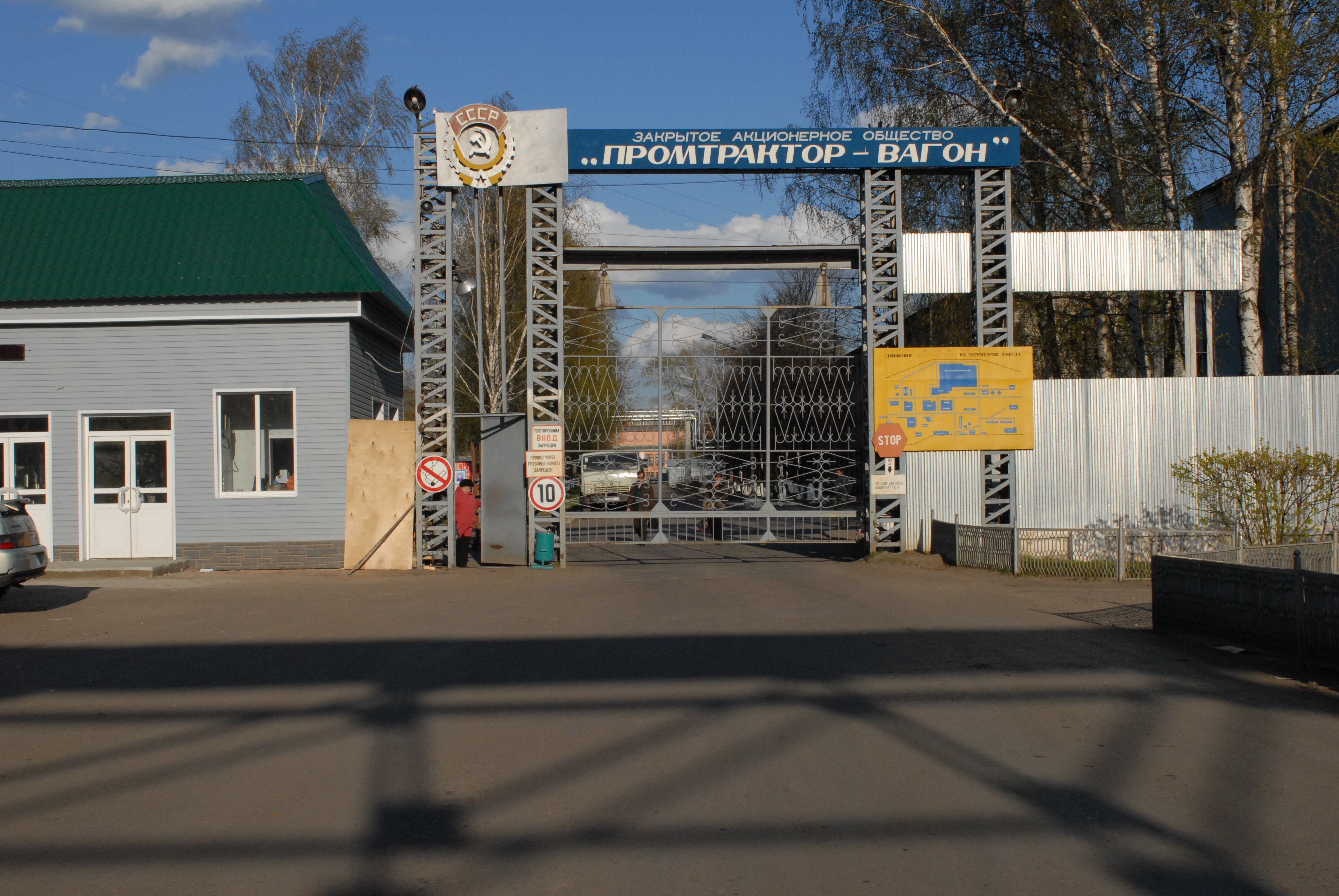
Главный вход в ЗАО «Промтрактор — вагон»

## Продукция
Выпускаемые модели:
- полувагон мод. 12-1302
- полувагон мод. 12-1303, 12-1303-01
- полувагон мод. 12-1304
- полувагон мод. 12-9788-01
- тележки двухосные грузовых вагонов мод. 18-9770
- тележки двухосные грузовых вагонов мод. 18-9771
- тележки двухосные грузовых вагонов мод. 18-9836
- специализированный крытый вагон для двухъярусной перевозки автомобилей (автомобилевоз) мод. 11-9772
- вагон-платформа для перевозки крупнотоннажных контейнеров погрузочной длиной 80 футов мод. 13-9781
- вагон-хоппер (цементовоз) мод. 19-9838-01

Перспективные модели:
- вагон-хоппер (зерновоз) мод. 19-9944
- вагон-хоппер для перевозки минеральных удобрений. мод. 19-9974
- танк-контейнер для перевозки СУГ

Ремонт:
- капитальный, деповской, текущий ремонт полувагонов различных моделей, крытых вагонов, универсальных платформ, вагонов-хопперов, цистерн для перевозки нефтепродуктов (ходовая часть)
- капитальный, средний и текущий ремонт колесных пар
- модернизация и переоборудование универсальных платформ в платформы для перевозки колесных пар
- изготовление новой оси РУ1Ши РВ2Ш
- формирование новой колесной пары РУ1Ш-957-Ги РВ2Ш-957-Г
- монтаж буксовых узлов колесных пар
- восстановление резьбовой части оси РУ1
- изготовление и ремонт тележки двухосной мод. 18-100 (18-9770)
- ремонт и испытание приборов автотормоза грузовых вагонов

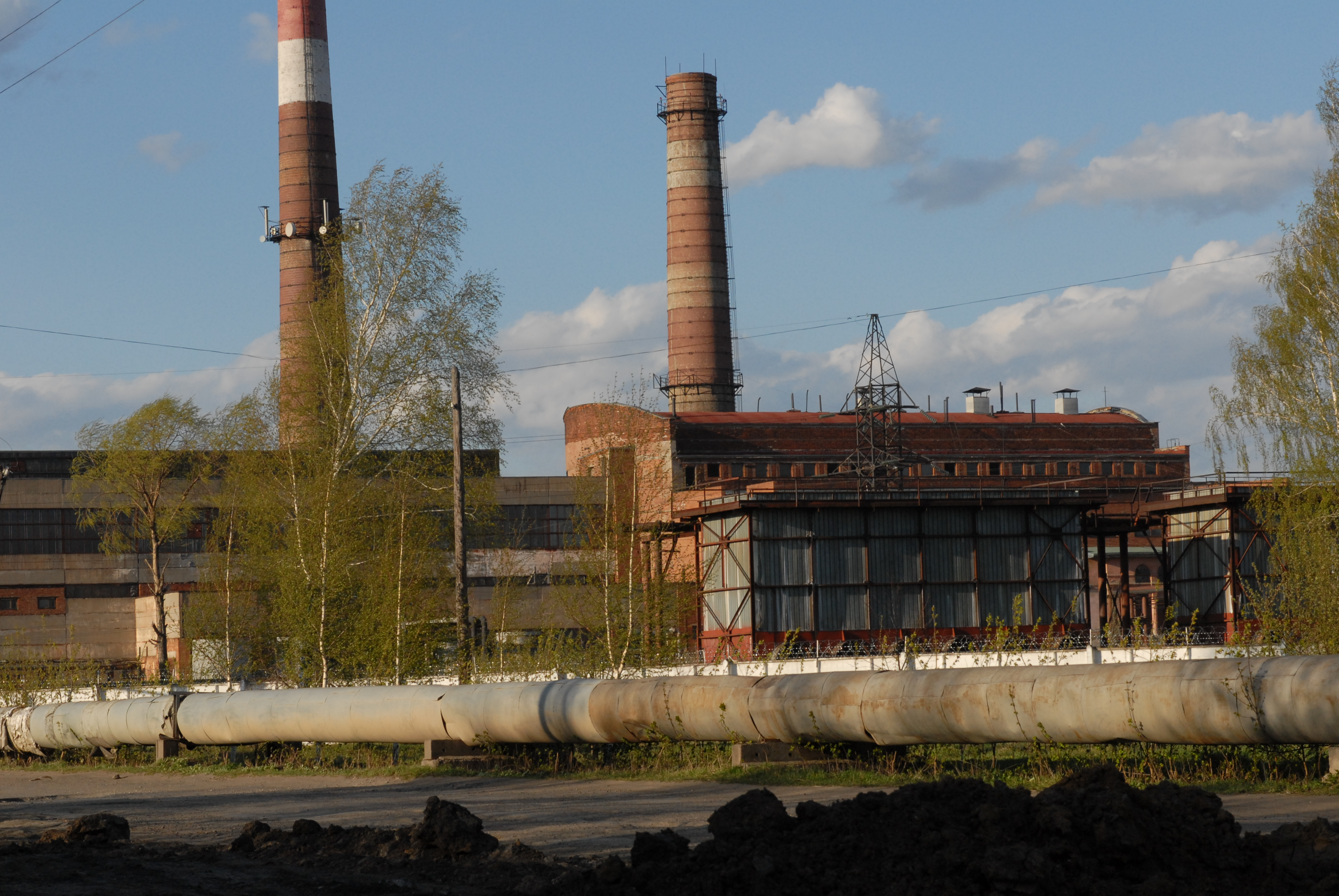
Один из цехов ВРЗ

## Статистика
Производственные мощности предприятия позволяют осуществлять ремонт до 1200 вагонов и производить до 7800 новых вагонов в год. Ремонт вагонов и их узлов производится на поточно-конвейерных линиях, оснащенных современным технологическим оборудованием и оснасткой. Производство грузовых вагонов осуществляется в новом универсальном сборочно-сварочном корпусе (УССК), запуск которого состоялся в 2010 году.
В 2014 году завод произвел 2459 грузовых вагонов.
В 2017 году продано 835 полувагонов.

## Руководство
Начальниками и директорами завода были:
- Матвей Васильевич Мокеев (1934—1938 гг.)[8]
- Ульян Романович Стоян (1938—1940 гг.)[8]
- В. Т. Поздняков (1940—1945 гг.)
- С. П. Трухин (1946—1953 гг.)
- В. В. Квишинидзе (1953—1954 гг.)
- П. Т. Волчков (1954—1956 гг.)
- В. Т. Кузнецов (1956—1963 гг.)
- А. Н. Сорока (1963—1968 гг.)
- Ю. К. Никулин (1968—1971 гг.)
- С. К. Егоров (1971—1975 гг.)
- Анатолий Александрович Цыплаков (1975—1983 гг.)
- Олег Зиатдинович Шарафутдинов (1983—1985 гг.)
- Анатолий Трифонович Журомский (1985—2000 гг.)[9]
- Сергей Генадьевич Казаков (2001—2005 гг.)[10]
- Алексей Иванович Чуркин (2005—2007 гг.)[11]
- А. Ю. Колтышев (2007 год)
- И. В. Гиске (2007-2010)
- А. А. Тен (2010-2013)

В настоящее время должность исполнительного директора ЗАО «Промтрактор-Вагон» занимает Владимир Федорович Муханов.